# Stauros Niarchos
Stavros Spyros Niarchos (in alfabeto greco: Σταύρος Σπύρου Νιάρχος; Atene, 3 luglio 1909 – Zurigo, 16 aprile 1996) è stato un armatore, imprenditore e collezionista d'arte greco, tra i protagonisti della vita mondana europea nel XX secolo.
A partire dal 1952 fece costruire per la sua flotta le superpetroliere più grandi del mondo. Spinto sia dalla crisi di Suez che dalla crescente domanda di petrolio, lui e il rivale Aristotele Onassis divennero giganti nel trasporto petrolifero globale.
Niarchos, soprannominato talvolta Il Greco d'Oro, era un grande collezionista d'arte, soprattutto dipinti di impressionisti francesi (da Degas e Renoir), e anche un noto allevatore e corridore di cavalli purosangue. Nel 2016 è stato aperto il Centro Culturale della Fondazione Stavros Niarchos a Kallithea, vicino ad Atene.

## Biografia
Niarchos nacque ad Atene da una famiglia benestante, figlio di Spyros Niarchos e di sua moglie, Eugenie Koumantaros, una ricca ereditiera, entrambi nati nel villaggio di Vamvakou nel Peloponneso.
I suoi genitori erano americani naturalizzati che possedevano un grande magazzino a Buffalo, prima di tornare in Grecia, tre mesi prima della sua nascita. Tornarono a Buffalo per un breve periodo e il giovane Stavros frequentò il liceo classico della Nardin Academy. Tornarono poi definitivamente in Grecia e Stavros studiò nella migliore scuola privata della città prima di iniziare l'università. Ha studiato legge all'Università di Atene, dopodiché è andato a lavorare per i suoi zii materni nell'azienda di grano della famiglia Koumantaros. Durante questo periodo, fu coinvolto nel settore delle spedizioni convincendo i suoi zii che la loro azienda sarebbe stata più redditizia se avesse posseduto navi proprie.
Durante la seconda guerra mondiale Niarchos era un ufficiale della marina greca, imbarcato su un cacciatorpediniere. Più o meno nello stesso periodo era addetto navale onorario presso l'ambasciata greca a Washington. Da qui nasce il suo progetto per il dopoguerra dopo che gran parte della flotta commerciale sviluppata con suo zio fu distrutta durante il conflitto. Ha utilizzato circa due milioni di dollari in una liquidazione assicurativa per costruire una nuova flotta. La sua risorsa più famosa era lo yacht Atlantis, in seguito noto come Issham al Baher dopo essere stato donato al re Fahd dell'Arabia Saudita.

## Carriera
A partire dal 1945, Niarchos acquistò navi mercantili e petroliere dismesse dalla Marina degli Stati Uniti. Gli furono concessi prezzi bassi come risarcimento per la perdita della sua flotta prebellica legata alla guerra. Ha permesso alle navi di navigare sugli oceani del mondo sotto una bandiera di comodo. Tuttavia, non è stato consentito visitare i porti statunitensi. Nel 1955 la superpetroliera più grande del mondo prese il nome dal secondo figlio di Niarchos, Spyros,  nato all'inizio di quell'anno. Dopo i suoi primi successi imprenditoriali, innescati principalmente dalla guerra di Corea e dalla crisi di Suez, fece costruire le prime superpetroliere e acquisì il più grande bacino di carenaggio del Mediterraneo, i Cantieri Ellenici. Gli affari fiorirono e lui divenne miliardario. Al culmine del suo potere economico, Niarchos possedeva oltre 80 petroliere.
Negli anni '50 e '60 Niarchos era uno degli imprenditori di maggior successo al mondo come compagnia di navigazione. Il suo più grande concorrente e modello all'epoca era suo cognato Aristotele Onassis, la cui prima moglie (la sorella della sua terza moglie) Niarchos in seguito sposò. Con i suoi allora cognati Onassis e Georgos Livanos, che lavorava anche come armatore, Niarchos era uno degli uomini più ricchi del mondo. 
A differenza di concorrenti come il norvegese Hilmar Reksten o Ravi N. Tikkoo, Stavros Niarchos, come Onassis, puntava su una strategia commerciale conservativa e senza rischi: faceva costruire navi solo dopo aver concluso contratti di trasporto a lungo termine, anche se a basso profitto. La crescita del patrimonio è stata quindi relativamente modesta.
Niarchos lavorò a stretto contatto con la CIA statunitense e riuscì ad ottenere diversi vantaggi economici dopo che la giunta militare salì al potere in Grecia. A causa di questo ruolo, dopo la fine della dittatura si è trovato sotto pressione e ha accettato di vendere la sua quota in una raffineria, valutata 121 milioni di dollari, allo Stato greco per 12,4 milioni di dollari. Lo Stato aveva precedentemente presentato richieste per un totale di 63 milioni di dollari.
Negli anni '70 dovette fare i conti con pesanti perdite dovute alla crisi petrolifera e al crollo del mercato delle navi cisterna, che lo costrinsero a vendere diverse navi e banchine.
Negli anni '90 si ritirò in gran parte dalla vita lavorativa e visse principalmente a St. Moritz, in Svizzera. Lì investì gran parte del suo patrimonio in attività tradizionali come alberghi e funivie, anche con l'obiettivo di proteggerle dalla vendita alle grandi catene. 

### Morte
Morì nel 1996 a Zurigo, in Svizzera, di polmonite. È sepolto nella tomba di famiglia nel cimitero di Bois-de-Vaux a Losanna. Al momento del decesso, la sua fortuna era stimata del valore di 12 miliardi di dollari. Quando Niarchos morì, lasciò il 20% della sua fortuna a un ente di beneficenza da istituire a suo nome e il resto ai suoi tre figli e alla figlia Maria grazie al suo matrimonio con l'ereditiera greca Eugenia Livanos. Ha escluso invece dal suo testamento Elena Ford, la figlia avuta dall'ex moglie Charlotte. La figlia ha citato in giudizio l'eredità sia nei tribunali svizzeri che in quelli greci per ottenere la sua quota.

## Vita privata
Si sposò cinque volte, ebbe cinque figli e numerose relazioni. Dai primi due matrimoni e dal quinto non nacquero figli. La terza moglie, che morì suicida, gliene diede quattro, mentre la quinta figlia fu l'unico frutto del quarto matrimonio.
- Nel 1930 con Helen Sporides, figlia dell'ammiraglio Constantine Sporides. Il matrimonio durò un anno.
- Nel 1939 con Melpomene Capparis, vedova di un diplomatico greco,[11] dal quale divorziò nel 1947.
- Nel 1947 con Eugenia Livanos, figlia del magnate delle spedizioni Stavros G. Livanos. Quattro i figli. Divorziarono nel 1965; morì nel 1970 all'età di 44 anni, dopo un'overdose di barbiturici. Durante questo matrimonio ebbe una relazione con Pamela Churchill (in seguito Pamela Harriman).
- Nel 1965 con Charlotte Ford, figlia del magnate automobilistico Henry Ford II, in Messico. La loro figlia Elena Anne Ford nacque sei mesi dopo. Quando il matrimonio finì con un divorzio l'anno successivo, Niarchos tornò dalla sua ex moglie, Eugenia. Non era necessario risposarsi, poiché il divorzio messicano della coppia nel 1965 non era stato riconosciuto dalla legge greca.
- Nel 1971 con Athina Mary Livanos, sorella della sua terza moglie Eugenia. Allora marchesa di Blandford, Athina era stata la prima moglie di Aristotele Onassis. Morì di overdose nel 1974.

Dalla fine degli anni '70 fino alla sua morte, fu legato alla principessa Firyal di Giordania.

## Collezionista d'arte

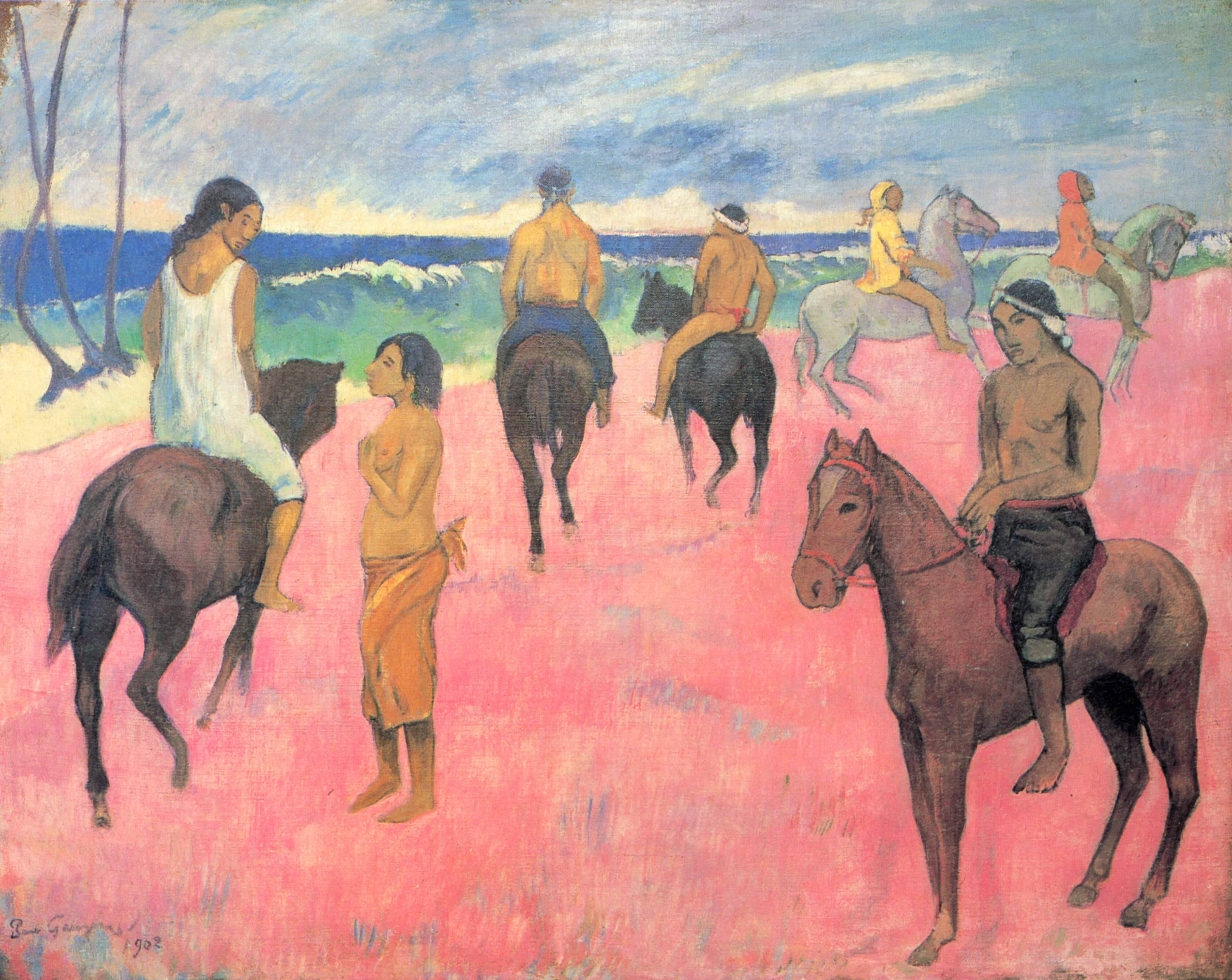
I cavalieri sulla spiaggia di Gauguin

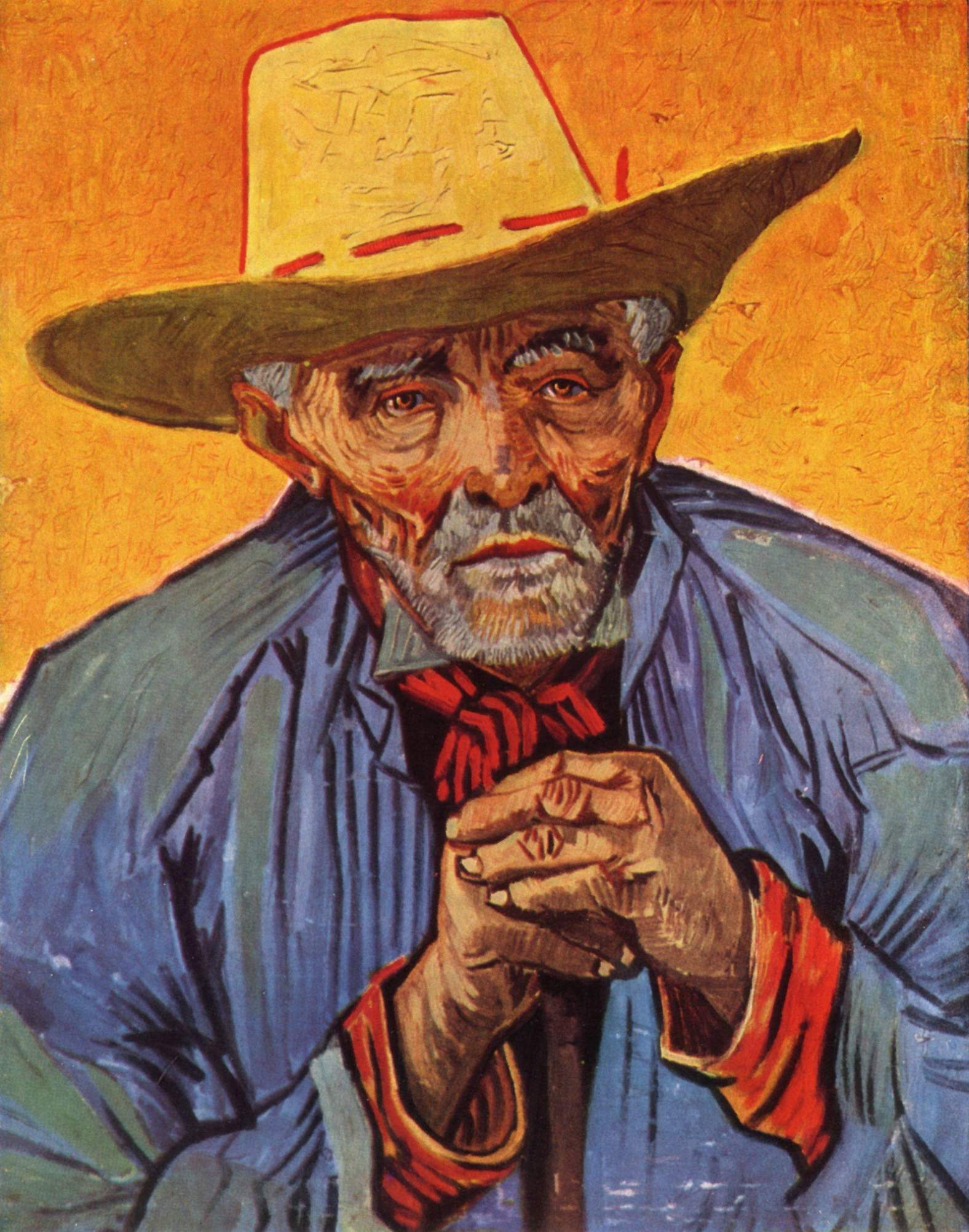
van Gogh, ritratto del vecchio contadino Patience Escalier

Niarchos collezionò principalmente opere impressioniste fino alla fine degli anni '50 e nel 1956 acquisì la famosa collezione di Edward G. Robinson. Nel 1958 la Tate Gallery dedicò una mostra alla sua collezione. Dopo aver collezionato alcune centinaia di opere, si rivolse alla prima arte moderna e ad alcuni maestri come Van Gogh, Goya, El Greco e Rubens.
Nel 1989, il suo acquisto dell'autoritratto di Pablo Picasso "Yo Picasso" per 47.850.000 dollari attirò l'attenzione. La collezione, che oggi appartiene alla famiglia Niarchos, è considerata una delle 10 collezioni private più importanti al mondo. Dal 2005 una parte è in prestito permanente al Kunsthaus di Zurigo.

### Opere famose della collezione
- Paul Gauguin - I cavalieri sulla spiaggia (1902), è uno dei cinque dipinti più importanti in mani private.[16]
- Van Gogh - Padre Tanguy (1887)
- Van Gogh - Ritratto del vecchio contadino Patience Escalier (1888)
- Henri Matisse - La Desserte (1897)

Ha donato parte della sua collezione al Louvre.
Niarchos collezionò anche arte antica, ad esempio acquistò l'anfora di Northampton nel 1980.  Questa parte della sua collezione è stata esposta ad Atene nel 1995.

## Corse di cavalli purosangue
Niarchos iniziò a investire nelle corse di cavalli purosangue all'inizio degli anni '50 e vinse la sua prima gara con Pipe of Peace al Middle Park Stakes. Dopo aver lasciato l'attività per circa due decenni, è tornato negli anni '70 e alla fine ha messo insieme una scuderia di cavalli da corsa di grande successo che hanno gareggiato in Francia e nel Regno Unito. Acquistò l'allevamento di cavalli Haras de Fresnay-le-Buffard a Neuvy-au-Houlme, in Francia, e la Oak Tree Farm a Lexington, nel Kentucky, dove nel 1984 allevò il suo cavallo di maggior successo, Miesque. Niarchos è stato due volte il principale proprietario in Francia (1983, 1984) e tre volte in cima alla lista degli allevatori (1989, 1993, 1994). I suoi cavalli da premio furono tutti addestrati da François Boutin, la cui abilità fu un elemento vitale del successo di Niarchos nel settore.
Dopo la sua morte nel 1996, sua figlia Maria Niarchos-Gouazé si occupò dei cavalli da corsa. Anche lei ha avuto successo: il suo puledro Bago ha vinto la gara più importante in Francia, il Prix de l'Arc de Triomphe, nel 2004, e la sua puledra Divine Proportions ha conquistato il Prix de Diane del 2005 vincendo 9 delle sue 10 gare fino a quando un grave infortunio al tendine ha interrotto la carriera agonistica del cavallo.